# Estadio Municipal de Fútbol de L’Hospitalet
Das Estadio Municipal de Fútbol de L’Hospitalet ist ein Fußball- und ehemaliges Baseballstadion in der spanischen Stadt L’Hospitalet de Llobregat.

## Geschichte
Als Barcelona 1986 den Zuschlag zur Ausrichtung der Olympischen Sommerspiele 1992 erhielt, wurde in L’Hospitalet ein Baseballstadion errichtet. Am 2. Juli 1991 wurde das Stadion mit dem Intercontinental Cup eröffnet. Während der Olympischen Spiele war das Stadion neben dem Camp Municipal de Beisbol de Viladecans eines der zwei Baseballstadien. Nach den Olympischen Spielen wurde das Stadion zur Heimspielstätte des Baseballteams von Hércules de Hospitalet. Ende der 1990er Jahre beschloss der Stadtrat die Sanierung und den Umbau zu einem Fußballstadion. Am 20. März 1999 wurde das neue Stadion mit dem Spiel der Segunda División zwischen dem CE l’Hospitalet und CF Gavà eingeweiht.
Das Stadion war einer der Austragungsorte bei der Frauen-Rugby-Union-Weltmeisterschaft 2002.